# Diplodia scrobiculata
Diplodia scrobiculata är en svampart som beskrevs av J. de Wet, Slippers & M.J. Wingf. 2003. Diplodia scrobiculata ingår i släktet Diplodia och familjen Botryosphaeriaceae.   Inga underarter finns listade i Catalogue of Life.